# Oleg Misjukov
Oleg Misjukov, född den 31 augusti 1980, är en rysk friidrottare som tävlar i kortdistanslöpning främst 400 meter. 
Misjukov deltog i det ryska stafettlag som blev silvermedaljör på 4 x 400 meter vid EM 2002 i München. Han deltog även vid Olympiska sommarspelen 2004 där han blev utslagen redan i försöken på 400 meter.

## Personliga rekord
- 400 meter - 45,55